# Gyepes Gábor
Gyepes Gábor (Budapest, 1981. június 26. –) visszavonult magyar válogatott labdarúgó, posztját tekintve középhátvéd volt.

## Pályafutása
Nem volt még 19 éves, amikor debütált a Ferencvárosban. Rögtön a második idényében meghatározó játékosa lett a klubnak, az utolsó fordulóban az ő gólja tette biztossá a zöld-fehérek bajnoki címét. 2003-ban Magyar Kupa-győztes lett, ám súlyos sérülései miatt több mint egy évet ki kellett hagynia, végül a 2003/04-es szezon végére térhetett vissza és újabb bajnoki címet és kupagyőzelmet ünnepelhetett a ferencvárosi klubbal. 2005-ben Angliába igazolt, ahol a Wolverhampton és a Northampton színeiben játszott, majd megfordult a Cardiff Cityben is. 
2012 áprilisában a 2011-12-es szezon végéig szóló szerződést kötött a Vasassal. A Vasas kiesett a szezon végén az élvonalból. 2012 szeptemberében egy hónapos szerződést kötött a Portsmouth FC csapatával, amit többször is meghosszabbított, majd 2013 májusában hazatért. 2013 augusztusában pedig 2014. június 30-áig szerződést kötött vele a Videoton FC. A fehérvári klubnál csak elvétve lépett pályára ezért  Malajziába igazolt. Később megfordult Soroksáron és a III. Kerületnél is. Jelenleg a Budakalászi MSE játékosa.

## Magánélete
2008. július 28-án feleségül vette Póth Diána műkorcsolyázót. 2 gyermekük van, Kyra (2009) és Andrej (2012).

## Sikerei, díjai
Ferencvárosi TC
- Magyar bajnok: 2001, 2004
- kupagyőztes: 2003, 2004
- szuperkupa-győztes: 2004

## Statisztika

### Mérkőzései a válogatottban
| Magyarország | Magyarország        | Magyarország                         | Magyarország | Magyarország | Magyarország     | Magyarország | Magyarország | Magyarország |
| #            | Dátum               | Helyszín                             | Hazai        | Eredmény     | Vendég           | Kiírás       | Gólok        | Esemény      |
| ------------ | ------------------- | ------------------------------------ | ------------ | ------------ | ---------------- | ------------ | ------------ | ------------ |
| 1.           | 2002. február 12.   | Lárnaka (CYP)                        | Magyarország | 0 – 2        | Csehország       | barátságos   | -            | 72'          |
| 2.           | 2002. február 13.   | Limassol (CYP)                       | Magyarország | 1 – 2        | Svájc            | barátságos   | 1            | 82'          |
| 3.           | 2002. április 17.   | Debrecen                             | Magyarország | 2 – 5        | Fehéroroszország | barátságos   | -            | 37'          |
| 4.           | 2002. augusztus 21. | Budapest, Puskás Ferenc Stadion      | Magyarország | 1 – 1        | Spanyolország    | barátságos   | -            |              |
| 5.           | 2002. szeptember 7. | Reykjavík                            | Izland       | 0 – 2        | Magyarország     | barátságos   | -            |              |
| 6.           | 2002. október 12.   | Stockholm, Råsunda Stadion           | Svédország   | 1 – 1        | Magyarország     | Eb-selejtező | -            |              |
| 7.           | 2002. október 16.   | Budapest, Megyeri úti Stadion        | Magyarország | 3 – 0        | San Marino       | Eb-selejtező | -            |              |
| 8.           | 2002. november 20.  | Budapest, Üllői úti Stadion          | Magyarország | 1 – 1        | Moldova          | barátságos   | -            | 46'          |
| 9.           | 2003. február 12.   | Lárnaka (CYP)                        | Bulgária     | 1 – 0        | Magyarország     | barátságos   | -            |              |
| 10.          | 2004. június 2.     | Tiencsin, Teda Football Stadium      | Kína         | 2 – 1        | Magyarország     | barátságos   | -            | 46'          |
| 11.          | 2004. június 6.     | Kaiserslautern, Fritz Walter Stadion | Németország  | 0 – 2        | Magyarország     | barátságos   | -            | 89'          |
| 12.          | 2004. augusztus 18. | Glasgow, Hampden Park                | Skócia       | 0 – 3        | Magyarország     | barátságos   | -            | 84'          |
| 13.          | 2004. szeptember 4. | Zágráb, Maksimir Stadion             | Horvátország | 3 – 0        | Magyarország     | barátságos   | -            | 59'          |
| 14.          | 2004. szeptember 8. | Budapest, Szusza Ferenc Stadion      | Magyarország | 3 – 2        | Izland           | vb-selejtező | -            |              |
| 15.          | 2004. október 9.    | Stockholm, Råsunda Stadion           | Svédország   | 3 – 0        | Magyarország     | vb-selejtező | -            |              |
| 16.          | 2004. november 17.  | Ta’ Qali, Nemzeti Stadion            | Málta        | 0 – 2        | Magyarország     | vb-selejtező | -            | 92'          |
| 17.          | 2005. február 2.    | Isztambul (TUR)                      | Magyarország | 0 – 0        | Szaúd-Arábia     | barátságos   | -            | 86'          |
| 18.          | 2005. február 9.    | Cardiff, Millenium-stadion           | Wales        | 2 – 0        | Magyarország     | barátságos   | -            | 81'          |
| 19.          | 2005. szeptember 7. | Budapest, Puskás Ferenc Stadion      | Magyarország | 0 – 1        | Svédország       | vb-selejtező | -            | 46'          |
| 20.          | 2005. október 8.    | Szófia, Vaszil Levszki Stadion       | Bulgária     | 2 – 0        | Magyarország     | vb-selejtező | -            |              |
| 21.          | 2005. október 12.   | Budapest, Szusza Ferenc Stadion      | Magyarország | 0 – 0        | Horvátország     | vb-selejtező | -            |              |
| 22.          | 2005. november 16.  | Athén, Karaiszkákisz Stadion         | Görögország  | 2 – 1        | Magyarország     | barátságos   | -            |              |
| 23.          | 2009. augusztus 12. | Budapest, Puskás Ferenc Stadion      | Magyarország | 0 – 1        | Románia          | barátságos   | -            | 74'          |
| 24.          | 2009. szeptember 5. | Budapest, Puskás Ferenc Stadion      | Magyarország | 1 – 2        | Svédország       | vb-selejtező | -            |              |
| 25.          | 2009. szeptember 9. | Budapest, Puskás Ferenc Stadion      | Magyarország | 0 – 1        | Portugália       | vb-selejtező | -            |              |
| 26.          | 2009. október 10.   | Lisszabon, Estádio da Luz            | Portugália   | 3 – 0        | Magyarország     | vb-selejtező | -            |              |
|              | Összesen            |                                      |              | 26           | mérkőzés         |              | 1            | gól          |